# Luisenhof (Gumtow)
Luisenhof ist ein Wohnplatz im Ortsteil Dannenwalde der amtsfreien Gemeinde Gumtow im Landkreis Prignitz in Brandenburg.

## Geografie
Der Ort liegt vier Kilometer südwestlich von Dannenwalde und sechs Kilometer nordwestlich von Gumtow. Die Nachbarorte sind Kehrberg im Norden, Friedheim und Dannenwalde im Nordosten, Kolrep Ausbau im Osten, Bärensprung, Zarenthin Ausbau und Zarenthin im Südosten, Döllen im Süden, Beckenthin im Südwesten, Krams im Westen sowie Vettin im Nordwesten.

## Geschichte
Vor dem 30. Juni 2002 war Luisenhof ein Wohnplatz der damals dem Amt Gumtow angehörenden Gemeinde Dannenwalde. Durch den Zusammenschluss von Dannenwalde und 15 weiterer Gemeinden zur heutigen Gemeinde Gumtow wurde der Ort zu einem Wohnplatz im Ortsteil Dannenwalde.